# Nemoria coniferaria
Nemoria coniferaria là một loài bướm đêm trong họ Geometridae.